# 白山手取川ジオパーク
白山手取川ジオパーク（はくさんてどりがわジオパーク）は、石川県白山市全域を対象とするジオパークである。

## 概要
2011年（平成23年）、日本ジオパークに認定。テーマは「山 - 川 - 海そして雪 いのちを育む水の旅」、白山・手取川・日本海へ通じる水循環の過程に着目している。
山と雪のエリア、川と峡谷のエリア、海と扇状地の3エリアに分けられており、ジオサイトは約200か所が設定されている。また、白山国立公園、白山ユネスコエコパークと対象区域が重なっている。2023年5月に開催の国際連合教育科学文化機関（UNESCO）の執行委員会においてユネスコ世界ジオパークの認定が行われた。

## 歴史
- 2011年（平成23年）9月5日：日本ジオパークとして認定[5][6]。
- 2023年（令和5年）5月24日：ユネスコ世界ジオパークとして認定[9]。

## エリア・ジオサイト
詳細は、公式サイトのエリアとみどころを参照。

### 山と雪のエリア
このエリアでは対馬海流の影響で湿った冬の季節風が両白山地の山々（白山など）に遮られることで雲が形成され、雪が大量に降り、白山麓への豪雪は手取川の流れを形成している。
- 白山
- 白峰（重要伝統的建造物群保存地区）

冬季は豪雪地帯であるため、傾斜を大きく取った屋根や土蔵造り、除雪を兼ねた水路を設けるなど、「克雪」に対応した生活様式が見られる。
- 桑島化石壁[3][4]

1874年にヨハネス・ユストゥス・ラインが植物化石を発掘した地。手取層群に含まれる地域で、日本での地質学研究の先駆けとなった。
- 白山白川郷ホワイトロード
- 三方岩岳
- 手取川ダム

### 川と峡谷のエリア
手取川中流域では河岸段丘が発達しており、高位段丘面と河床との比高は300m程度である。
- 手取峡谷

手取川の長年の侵食によって形成された峡谷。段丘面と河床との高さは20mから30m。
- 鳥越城・二曲城

いずれも山城で、河岸段丘上部に位置している。

### 海と扇状地のエリア
手取川扇状地の扇頂の鶴来以北で扇状地が確認でき、これがジオパークの特徴にもなっている。手取川中流域から下流にかけては、霞堤（現存するものは能美郡川北町の区域のみ）、島集落といった洪水への被害を軽減・回避する技術も見られる。手取川ダムが竣工するまでは河口まで上流部からの土砂が流れていたが、ダムの竣工で河口部への土砂供給がなくなったことにより海岸部での侵食が顕著となっている。
- 獅子吼高原

段丘底部と最上部の高低差は約400mとなっており、崖の部分には海上からの風が当たり上昇気流が発生する。安定した風が発生することから、パラグライダーのメッカとしても有名である。また、獅子吼高原の段丘部は森本・富樫断層帯が通っている。
- 七ヶ用水[17]

一般に地表水に恵まれない扇央で稲作を行うための農業用水。
- 白山美川伏流水群（平成の名水百選）

手取川扇状地の扇端美川で湧出する地下水の総称。生活用水として使われるほか、特産物であるフグの卵巣のぬか漬けの製造でも使用される。

## 登録に向けての経緯
白山市がジオパーク登録を目指した背景のひとつに、平成の大合併がある。白山市は松任市、美川町、鶴来町、河内村、吉野谷村、鳥越村、尾口村、白峰村が合併して成立したが、合併後の白山市全体でのまとまりをもたせる必要性があった。そこで、市内を流れる手取川に着目し、ジオパーク指定に向けての活動を始めた。2011年（平成23年）に日本ジオパークに認定された。

2020年（令和2年）、日本ジオパーク委員会は白山手取川ジオパークを国際連合教育科学文化機関（UNESCO）にユネスコ世界ジオパーク認定への国内推薦を決定した。当初、2022年に認定の可否が決定される見通しとなっていたが、新型コロナウイルス感染症流行の状況下（コロナ禍）でUNESCO委員の来日が難しく、認定時期は未定となっていた。
2022年（令和4年）10月に現地調査が行われ、2023年5月にUNESCOにおいて正式に認定された。。なお、2013年（平成25年）および2015年（平成27年）にも日本ジオパーク委員会への申請を行ったが、いずれも国内推薦は見送りとなった。